# Michele Di Francesco
Michele Di Francesco (Diano Marina, 8 gennaio 1956) è un filosofo italiano.
È stato preside della Facoltà di Filosofia dell'Università Vita-Salute San Raffaele di Milano, dove insegna filosofia della mente. Dal 2013 all'agosto 2019 è stato rettore dell'Istituto Universitario di Studi Superiori di Pavia. Collabora alla pagina culturale del Sole 24 Ore, è stato presidente della Società Italiana di Filosofia Analitica (SIFA) dal 2004 al 2006, e presidente della European Society for Analytic Philosophy (ESAP) dal 2008 al 2011. 

## Opere
- La mente estesa. Dove finisce la mente e comincia il resto del mondo? (con Giulia Piredda), Mondadori, Milano 2012.
- Che fine ha fatto l'io? (con Edoardo Boncinelli), Editrice San Raffaele, Milano 2010.
- Introduzione alla filosofia della mente, Carocci, Roma 2002 (nuova ed.).
- La Coscienza, Laterza, Roma - Bari 2000 (II ed. 2005).
- L'io e i suoi sé. Identità personale e scienza della mente, Cortina, Milano 1998.
- Introduzione alla filosofia della mente, Nuova Italia Scientifica, Roma 1996.
- Il Realismo Analitico, Guerini e associati, Milano 1991
- Introduzione a Russell, Laterza, Roma - Bari 1990.
- Parlare di oggetti. Teorie del senso e del riferimento, Edizioni Unicopli, Milano 1986.
- Problemi del significato e teoria del riferimento, Edizioni Unicopli, Milano 1982.